# Torretartajo
Torretartajo es una localidad de la provincia de Soria, partido judicial de Soria,  Comunidad Autónoma de Castilla y León, España. Pueblo de la  Comarca de Frentes que pertenece al municipio de Aldehuela de Periáñez, estando situado al pie de la sierra del Almuerzo.

## Historia
Situada junto el trazado de una calzada romana, la primera referencia escrita es de 1270, figurando como Tardataio. 
El censo de Pecheros de 1528, en el que no se contaban eclesiásticos, hidalgos y nobles, registraba la existencia de 14 pecheros, es decir unidades familiares que pagaban impuestos. En el documento original figura como La Torre del Tartajo, formando parte del Sexmo de San Juan.
Según el diccionario de Pascual Madoz, a mediados del siglo XIX contaba con 8 vecinos y 32 habitantes. Había 12 casas y una iglesia bajo la advocación de San Andrés, que era servida por el párroco de Aldehuela de Periañez. Ya entonces no era ayuntamiento y en el aspecto económico se destacaba su suelo feraz y abundancia de aguas que permitían el cultivo de cereales, legumbres, alguna hortaliza más buenos pastos para ganado lanar y mular. La localidad era denominada como Torre del Tartajo.

## Patrimonio
Existe una torre de origen medieval, posiblemente parte de un edificio mayor. Es de mampostería con las esquinas de sillares y se encuentran en buen estado dado que cuenta con techo. La puerta tiene un arco ligeramente apuntado y en fachadas norte y sur, presenta dos ventanas con aljimez.